# Kaira levii
Kaira levii är en spindelart som beskrevs av Alayón 1993. Kaira levii ingår i släktet Kaira och familjen hjulspindlar.
Artens utbredningsområde är Kuba. Inga underarter finns listade i Catalogue of Life.